# Історія диптерології
Історія диптерології
Диптерологія, що вивчає двокрилих комах, як і вся ентомологія, бере свій початок з найдавніших часів і культур, що пояснюється постійною присутністю в оточенні людини і домашніх тварин двокрилих кровосмоків, паразитів і мертвоїдів.

## Введення

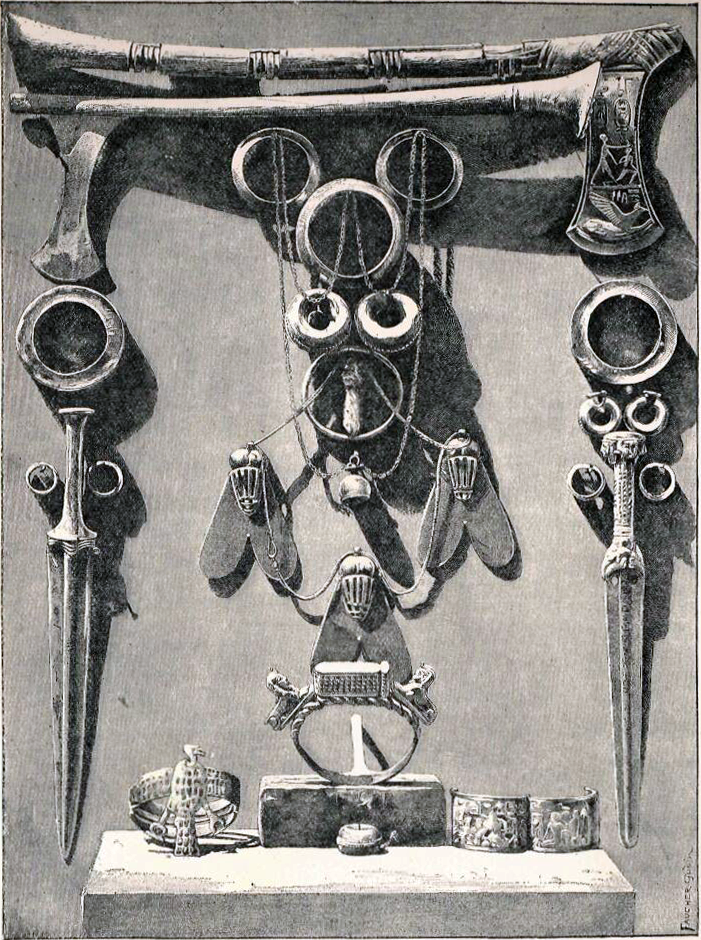
Золоті мухи і зброя цариці Яххотеп. XVI століття до н.е. Каїрський єгипетський музей. Фото 1901 року

Широко відомі золоті мухи Стародавнього Єгипту — золоті прикраси у вигляді стилізованих мух, нагорода епохи Нового царства, середини XVI століття до н. е. . Сучасник і родич фараона Яхмоса, воєначальник Яхмос-пен-Нехебт носив шість золотих мух і трьох золотих львів. За Тутмосу III стандартизована золота муха стала найвищою бойовою нагородою Єгипту.
Один з давньоєгипетських ієрогліфів часів Рамсеса II виразно зображує довговусу двокрилу комаху (Nematocera) з двома довгими вусиками і двома відносно вузькими крилами.

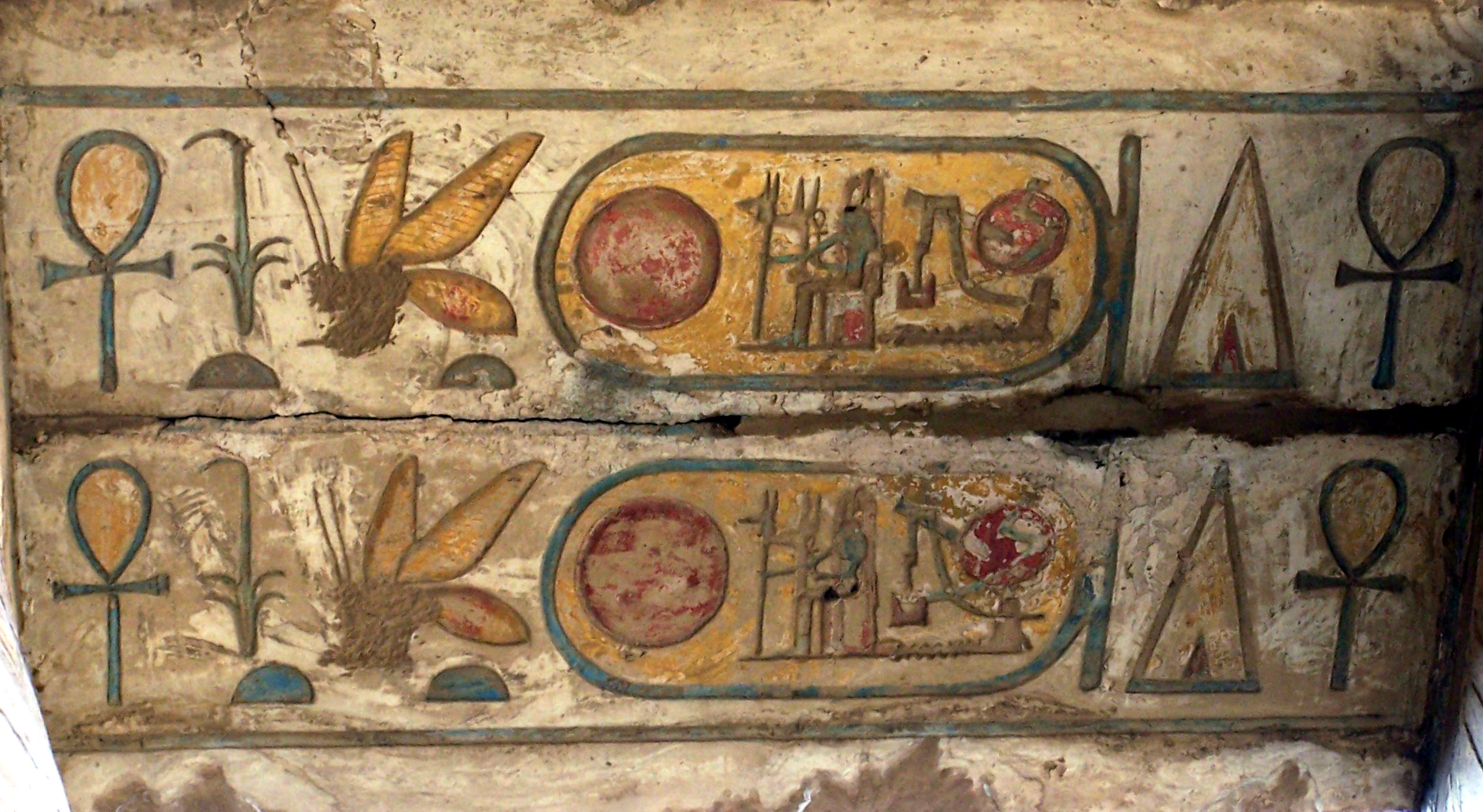
Приклад давньоєгипетської написи із зображенням комахи

Перша відома нам книга Біблія поряд з іншими членистоногими згадує три вида комах, які більшість словників та енциклопедій асоціюють з двокрилими (з контексту священного писання), причому, два з них стали причиною лих, що обрушилися на єгиптян за відмову єгипетського фараона звільнити поневолених Ізраїлевих синів (третє і четверте покарання). По-перше, це дрібні кровосмоки, в сучасних виданнях названі «мошками» (Вихід 8:16-18), під якими звичайно розуміють групу нижчих двокрилих (гнус) з Simuliidae, Ceratopogonidae, Culicidae і Phlebotominae. По-друге, це швідкі і великі жалкі двокрилі під назвою «песова муха» (Вихід 8: 21-24). Практично всі словники та енциклопедії помилково приписують це ім'я оводам (Oestridae), які насправді не мають ні колючого, ані сисного ротового апарату. Навпаки, найпридатніші до описів поведінки «песової мухи» ґедзі (Tabanidae) і жигалки роду Stomoxys (Muscidae). Нарешті, в низці місць Біблії згадуються «хробаки», наприклад «І вони разом будуть лежати у поросі, і хробак покриє їх» (Книга Йова 21:26). Найімовірніше, тут йде мова про личинки м'ясних і падальних мух(падальниць зелених) (Calliphoridae і Sarcophagidae).
Деякі Езопови байки (Комар і лев, Комар і бик, Муха, Мухи) присвячені двокрилим. Вважається, що Езоп жив у Давній Греції між 620 і 560 р. до н. е.
Аристотель між 339 та 334 р. до н. е. чудово точно на погляд ентомолога описав морфологію, біологію, поведінка двокрилих (та інших) комах у своїй енциклопедії Історія тварин. Наступні 1500 років стародавні автори природо-історичних праць займалися, по суті справи, тлумаченням, розвитком і спростуванням ідей Арістотеля і його учнів.
Так, вважається, що італієць Франческо Реді поставив перші в історії біології експерименти, які спростовують уявлення Арістотеля про самозародження життя. Він експериментально довів неможливість самозародження мух з гнилого м'яса (затягнувши частину горщиків з гнилим м'ясом серпанком, він зміг перешкодити відкладання яєць мухами). Результати дослідів були опубліковані 1668 року у праці «Досліди за походженням комах» (італ. Esperienze Intorno alla Generazione degl'Insetti). Між тим, уважний читач «Історії тварин» виявить лише спостереження про виліт деяких видів комах з пупариїв і лялечок, прихованих у різних субстратах, тоді як для інших видів комах (двокрилих і лускокрилих) описаний практично повний метаморфоз від личинки до імаґо і процес розмноження дорослих особин.
Ще раніше Амбруаз Паре (фр. Ambroise Paré) (бл. 1510 — 20 грудня 1590), придворний хірург за французьких королів Генріха II, Франциска II, Карла IX і Генріха III, зауважив, що личинки двокрилих часто наповнювали відкриті рани на тілі людини.
Історія судово-медичної ентомології ґрунтується на використанні двокрилих комах. Так, у Стародавньому Китаї, у праці з судово-медичної експертизи епохи династії Сун (960-1279) Збірник випадків з виправлення судових помилок, опублікованому Сун Ци 1247 року, описані найдавніші відомі випадки використання судової ентомології. У справі про вбивство 1235 року був зарізаний житель села. Розслідування встановило, що рани були нанесені серпом, інструментом, що використовувалися для зрізання рису під час збирання врожаю. Цей факт привів слідчих до підозри селян, які працювали на збиранні рису разом з убитим. Місцевий магістрат зібрав жителів села на міській площі зі своїми серпами, їх поклали на траву і відійшли в сторону. Через кілька хвилин маса м'ясних мух зібралися навколо тільки одного серпа, залучені запахом слідів крові, невидимих неозброєним оком. Всім стало очевидно, що власник цього серпа є винуватцем, останній, благаючи про пощаду, був затриманий владою.

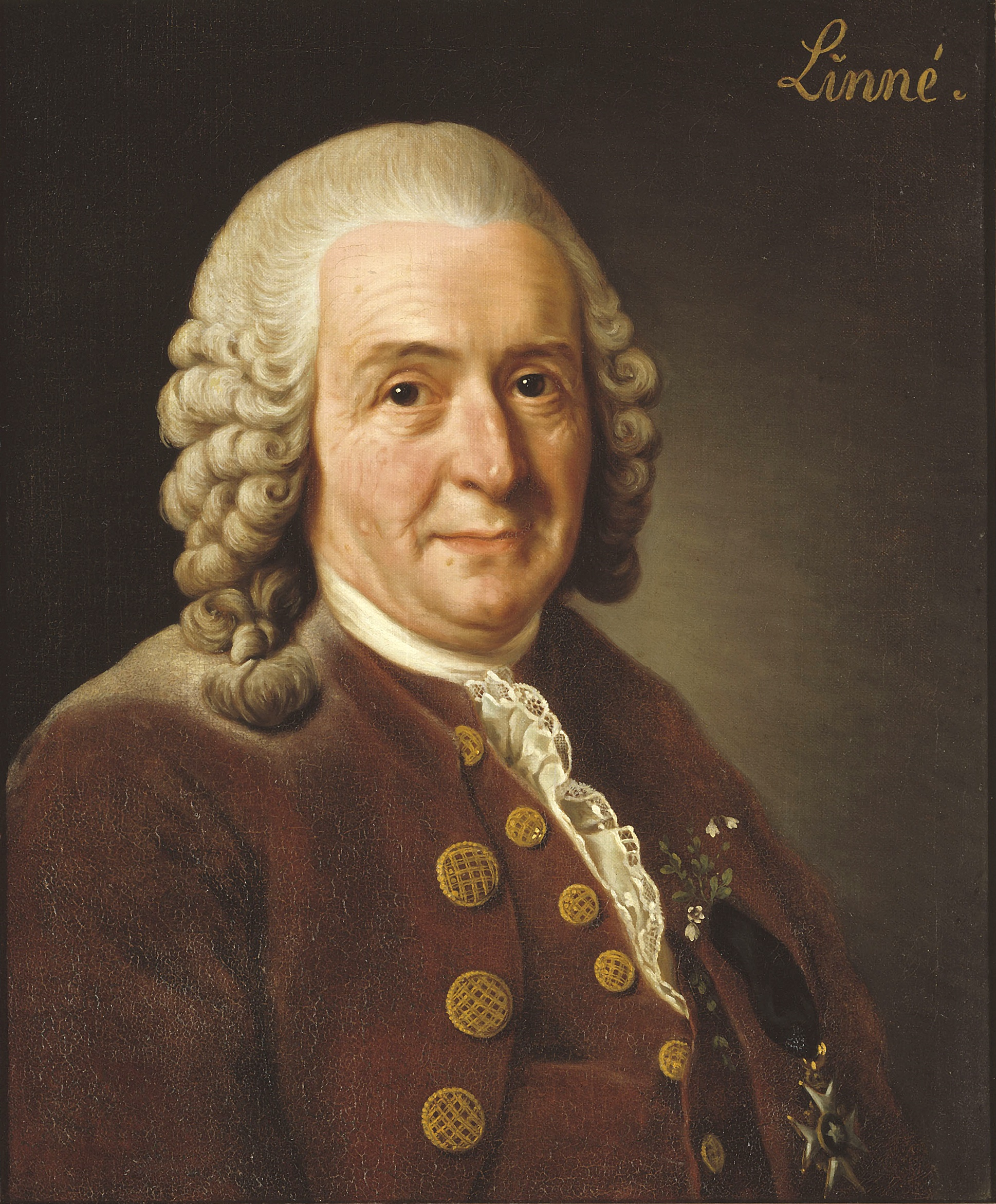
Портрет Карла Ліннея роботи Олександра Рослина

Все ж, історія наукових досліджень з ентомології (і диптерології, зокрема) в сучасному розумінні починається XVI століттям. Причому, відносно достовірна ідентифікація об'єктів наукових спостережень і експериментів стала можливою тільки тоді, коли шведський натураліст і лікар Карл Лінней створив єдину систему класифікації рослинного і тваринного світу, в якій були узагальнені та значною мірою впорядковані знання всього попереднього періоду розвитку біологічної науки, що ще за життя принесло йому всесвітню популярність. Однією з головних заслуг Ліннея стало визначення поняття біологічного виду, впровадження до активного вживання біномінальної (бінарної) номенклатури і встановлення чіткого співпідпорядкування між систематичними (таксономічними) категоріями. Всі двокрилі були включені Ліннеєм др 10 родів (Oestrus, Tipula, Musca, Tabanus, Culex, Empis, Conops, Asilus, Bombylius і Hippobosca), які дуже скоро стали дробитися на нові роди і родини, об'єднані тепер в ряд Diptera.
Перелік диптерологів (дослідників двокрилих комах), які внесли більш або менш значний внесок у розвиток диптерології, величезний. Число фахівців і любителів, які описали принаймні один новий вид за Ліннеєвською системою, досягає 5000.

## Хронологія найважливіших подій в історії диптерології

### XVII століття
- 1602 — у Болоньї видана книга Уліссе Альдрованді: De animalibus insectis libri septem, cum singulorum iconibus ad viuum expressis [Архівовано 18 вересня 2020 у Wayback Machine.], містить узагальнення літературних даних про двокрилих комах (стор. 342-402), починаючи з біблійних і античних часів, короткі описи та зображення декількох десятків видів родів Musca, Culex, Tabanus (група родів Binas, тобто двокрилих, за системою Альдрованді).

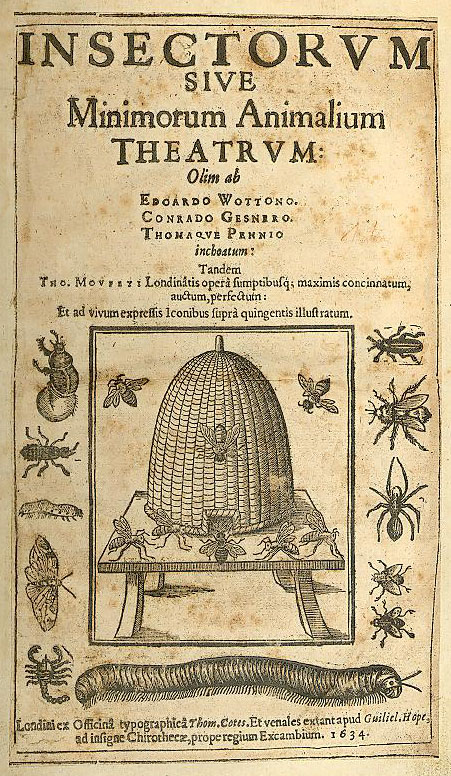

- 1634 — у Лондоні надрукована книга, підготовлена ще у XVI столітті: Insectorum sive minimorum animalium theatrum: olim ab Edoardo Wottono[en], Conrado Gesnero, Thomaque Pennio[en]  inchoatum: tandem Tho.Movfeti[en] Londinâtis operâ sumptibusq; maximis concinnatum, auctum, perfectum: et ad vivum expressis iconibus suprà quing (Театр комах) [Архівовано 25 липня 2017 у Wayback Machine.]. Головним автором вважається Конрад Геснер (1516 — 1565). На сторінках 54-62 зібрані згадки античних філософів, істориків і письменників щодо мух і інших двокрилих, починаючи з Арістотеля, Плутарха, Лукіана (Похвала мусі [Архівовано 21 травня 2017 у Wayback Machine.]) та ін. Приведені зображення різних видів. Зроблена спроба поставити давньогрецькі назви мух у відповідність з латинськими (Musca, Asilus, Tabanus) термінами, а також з їх назвами у живих європейських мовах. Цікаво, що назва Musca carnivora з цієї книги було формально узаконено тільки 1794 року Фабріцієм, а 1992 року було офіційно визнано забутим на користь виду Calliphora vicina, описаного лише 1830 року .
- 1665 — англійський натураліст Роберт Гук публікує «Мікрографію»[6], де описані його мікроскопічні і телескопічні спостереження, що містить публікацію перших мікроскопічних зображень деталей будови двокрилих комах[7].
- 1668 — італієць Франческо Реді експериментально довів неможливість самозародження мух з гнилого м'яса у праці «Досліди за походженням комах» (італ. Esperienze Intorno alla Generazione degl'Insetti).
- 1669 — голландський натураліст Ян Сваммердам опублікував книгу Historia Insectorum Generalis, в якій містяться описи морфології та ілюстрації з анатомії комах, у т. ч. двокрилих. [Архівовано 27 березня 2017 у Wayback Machine.]

### XVIII століття

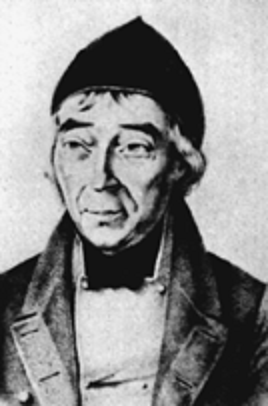
Йоганн Вільгельм Мейген

- 1752 — шведський ентомолог Чарльз де Ґеер опублікував 1-й том серії Mémoires pour servir à l ' histoire des insectes (Grefing & Hesselberg, Stockholm 1752-1778). У 6-му томі (1776) описано багато видів двокрилих комах, їх метаморфоз, личинки і лялечки.
- 1758 — 10-е видання Systema naturae («Система природи»). Дата опублікування цього видання — 1 січня 1758 року — прийнята за вихідний пункт зоологічної номенклатури. До роду Musca включено кілька десятків видів вищих двокрилих з кількох сучасних сімейств Diptera.
- 1763 — італійсько-австрійський дослідник Джованні Антоніо Скополі видав книгу про комахи Крайни (Entomologia Carniolica[en], 1763), у якій описав багато нових видів двокрилих, слідуючи ліннеєвській номенклатурі.
- 1764 — Народився Йоганн Вільгельм Мейґен (нім. Johann Wilhelm Meigen), — німецький натураліст, ентомолог, великий фахівець з двокрилих комах, основоположник диптерології, що окреслив головний об'єкт генетики муху дрозофілу (Drosophila melanogaster Meigen, 1830) і малярійних комарів (Anopheles Meigen, 1818).[8]

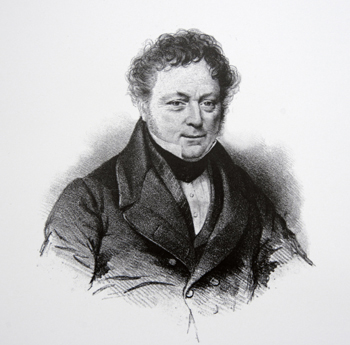
Жюстен-П'єр-Марі Маккар

- 1764 — Народився Карл Фредрік Фаллен (швед. Carl Fredrik Fallén) — шведський ентомолог, був професором мінералогії в Лунді; автор кількох монографій з двокрилих Швеції.
- 1771 — Петер-Симон Паллас опублікував у Санкт-Петербурзі 1-й том книги Reise durch verschiedene des russischen Provinzen Reichs (нім.) (Подорож по різних провінціях Російської держави)[9] з описом нових видів тварин, у тому числі перших відомих з Росії двокрилих (стор. 474-475).
- 1775 — Йоганн Християн Фабрицій призначений професором природничих наук при Кільському університеті. Фабриція вважають одним із засновників сучасної ентомології. У цьому ж році він опублікував 1-у з серії ентомологічних монографій, в яких описав багато нових видів двокрилих — Systema entomologiae sistens Insectorum classes, ordines genera, species, adjectis synonymis, locis, descriptionibus, observationibus (Фленсбург і Лейпциг, 1775).
- 1776 — Народився Жюстен-П'єр-Марі Маккар[en] (фр. Justin Pierre Marie Macquart), який описав багато видів двокрилих комах.
- 1776 — Несподівана поява гессенської мухи Mayetiola destructor (Say, 1817) близько Нью-Йорка, повністю знищила посіви пшениці за кілька днів. Спалах масового розмноження породила багаторічну наукову дискусію про можливе завезення шкідника з Європи 1776 року найманими гессенськими солдатами разом з соломою; тоді ж вона одержала назву (англ.) Hessian fly, яка була вигадана Морґаном (George Morgan[en]).[10]
- 1785 — Народився Йоганн-Вільгельм Цеттерштедт (швед. Johann Wilhelm Zetterstedt), видатний шведський ентомолог, який працював здебільшого з Diptera.
- 1788 — Початок наукової діяльності Йоганна Вільгельма Мейґена.
- 1788 — Народився Андре-Жан-Батист Робіно-Десвуаді[en] (фр. Andre Jean Baptiste Robineau-Desvoidy), французький ентомолог, що описав багато видів двокрилих комах.

### XIX століття (перша половина)
- 1801 — П'єр-Андре Латрей (Pierre André Latreille) опублікував 1-ю частину фр. Histoire naturelle, générale et particulière des crustacés et des insectes (14 томів, останній опублікований 1805 року). У цій та наступних працях (1806-1809, 1810, 1825, 1829) він розробив концепцію родин і триб, зокрема, запропонував родини Asilidae, Dolichopodidae, Muscidae, Syrphidae і Tabanidae (Diptera).
- 1802 — Іван Олексійович Двигубський захистив у Московському університеті і опублікував дисертацію Primitiae Faunae Mosquiensis, seu enumeratio animalium, quae sponte circa Mosquam vivunt з додатком переліку відомих до того часу комах Московської губернії, в тому числі двокрилих.
- 1807 — Louis Jurine[en] опублікував Nouvelle Méthode de Classer les Hyménoptères et les Diptères, Genève (Женева).
- 1807 рік — рік народження трьох відомих диптерологів: Hermann Loew, Alexander Henry Haliday і Camillo Rondani.
- 1814 — Карл Фредрік Фаллен почав публікувати монографію Diptera Sueciae в Лунді (1814-1825).
- 1814 — Вільям Елфорд Ліч виділив родину Tipulidae.
- 1818 — Йоганн Вільгельм Мейґен опублікував 1-й (з семи) тому Systematische Beschreibung der Bekannten Europäischen zweiflugen Insecten (1818-1830), а також фр. Nouvelle classification des mouches à deux ailes. Запропонована нова класифікація Diptera.

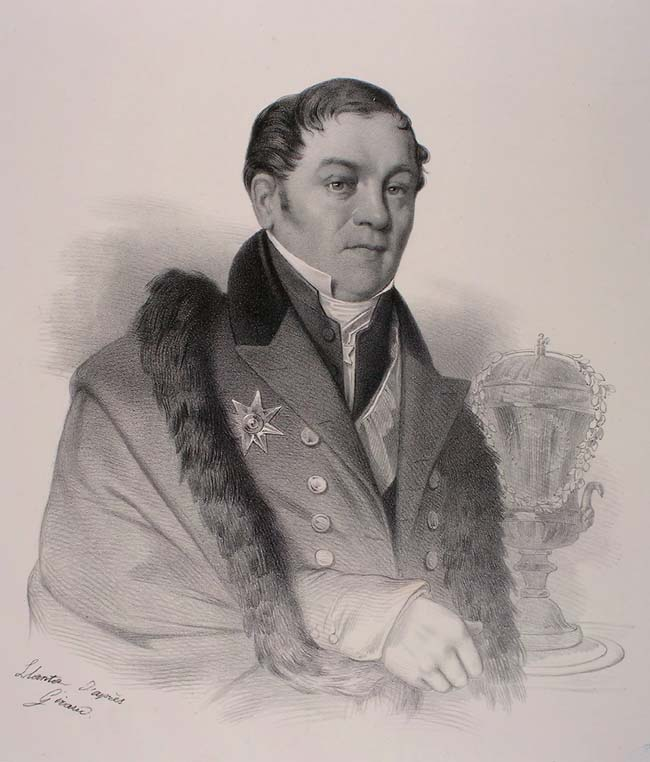
Григорій Іванович Фішер фон Вальдгейм

- 1820 — Йоган Ґотхелф Фішер фон Вальдхайм опублікував 1-й том Entomographia imperii rossici; Genera Insectorum systematice exposita et analysi iconographica instructa (Москва). Широко відомий єдиним у зоології прикладом опису нового роду (Medetera з родини Dolichopodidae) у програмі-запрошенні на засідання Московського Імператорського товариства випробувачів природи.
- 1820 — Christian Rudolph Wilhelm Wiedemann[en] опублікував монографію Diptera exotica: sectio I. у Кілі.
- 1823 — Едуард Олександрович Еверсман почав свою наукову діяльність (з 1828 р. — ординарний професор зоології і ботаніки в Казанському університеті). 1834 року опублікував узагальнення про Diptera басейну Волги і Уральських гір.
- 1832 — Ґіммерталь (Benjamin August Gimmerthal) — німецький ентомолог (1779-1848), почав публікацію статей з фауни двокрилих комах Ліфляндії і Курляндії (Bull. Soc. Imper. Nat. Moscou, 4, 1832); серед праць слід згадати першу спробу складання повного переліку двокрилих комах Росії «Erster Beitrag zu einer künftig zu bearbeitenden Dipterologie Russlands» (Bull. Soc. Imper. Nat. Moscou, 18, 4, 1845-47).

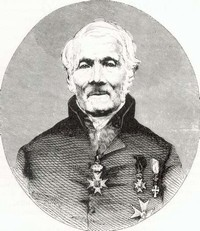
Йоганн-Вільгельм Цеттерштедт

- 1838 — Йоганн-Вільгельм Цеттерштедт почав публікацію монографії Insecta Lapponica (1838-40).
- 1840 — священиком Фредеріком Вільямом Хоупом (Frederick William Hope) запропонований термін «міази» для іменування хвороб, які викликають личинки двокрилих — в протилежність хвороб викликаних личинками інших комах (для яких використовувався термін «сколеціаз»)[11].
- 1842 — Олександр Федорович Міддендорф вирушив у експедицію у Північний Сибір і на Далекий Схід (1842—1845). Результати обробки двокрилих публікували Едуард Петрович Менетріє і Вільгельм Фердинанд Еріхсон (1851 — Dr A. Th. V. Middendorfs Reise in den äussersten Norden u. Osten Sibiriens während der Jahre 1843 u. 44. Band II. Zoologie. Insekten, bearbeitet von E. Ménétriés u. Erichson, St. Petersburg 1851. Diptera) та інші вчені.
- 1842 — Йоганн-Вільгельм Цеттерштедт почав публікацію монографії Diptera Scandinaviae 1842-1860.
- 1845 — Rasmus Carl Staeger[en] опублікував перші дані з диптерофауни Ґренландії (Grönland's Antliater. Naturh. Tidskrift af Kröijer).

### XIX століття (друга половина)
- 1851 — Опублікований 1-й том книги Френсіса Вокера. Insecta Britannica Diptera[en], 3 vols., London, 1851-6, в якій Александр Генрі Холідей запропонував нові ключові ознаки і визначник для ряду Diptera.
- 1854 — Ignaz Rudolph Schiner[en] почав публікувати монографію Diptera Austriaca. Aufzahlung aller im Kaiserthum Oesterrich bisher aufgefundenen Zweifluger, 1-4 Verh. Zool. Bot. Ver. Wien. 4-8 263pp.(1854-1858).
- 1855 — Камілло Рондані почав публікувати монографію Dipterologiae Italicae Prodromus, 1-5, Parma: Stochi (завершена 1862 року).

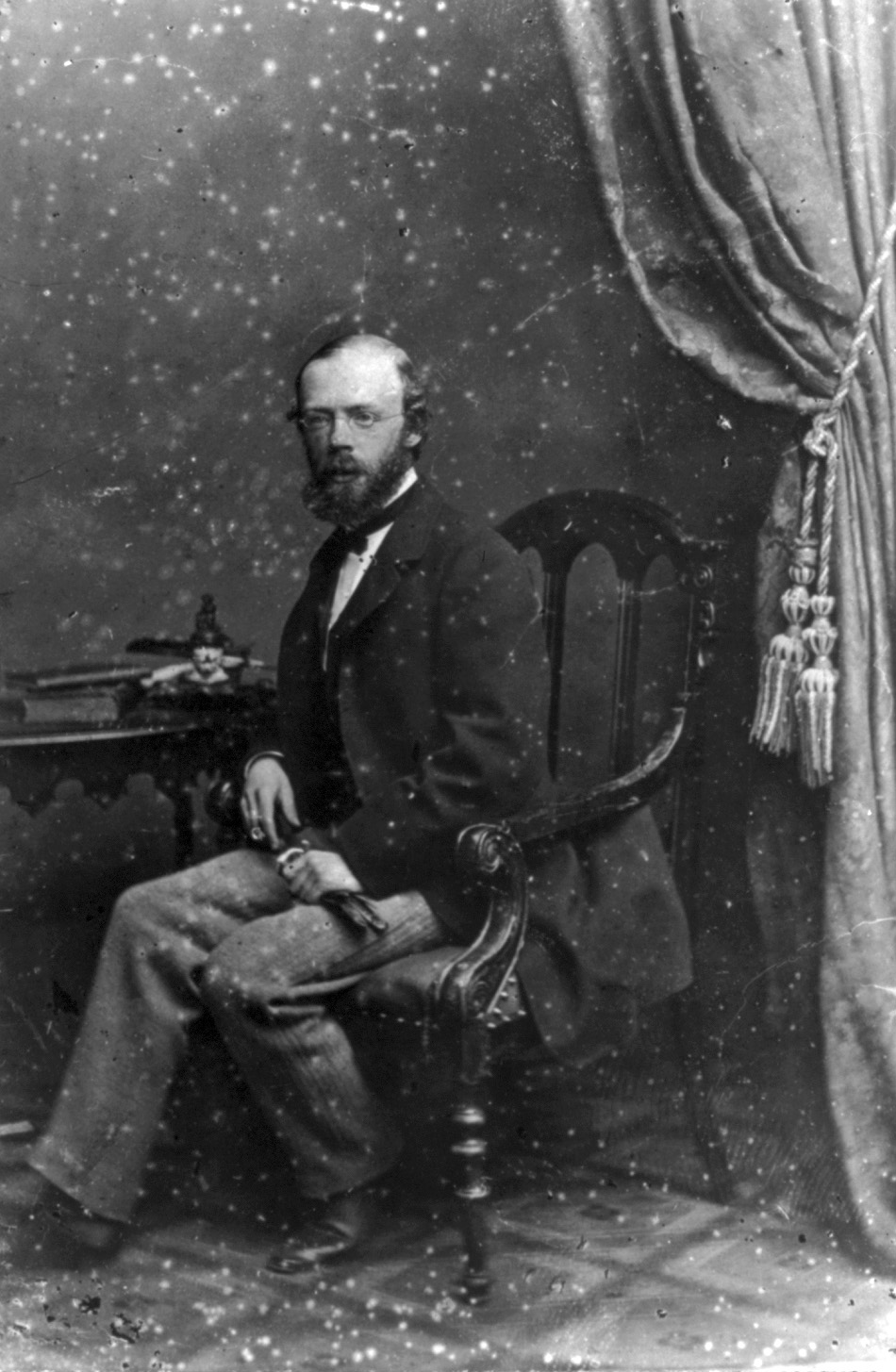
Роберт Романович Остен-Сакен

- 1856 — Роберт Романович Остен-Сакен призначений секретарем місії Росії у Вашингтоні (1856-1862), потім генеральним консулом Росії в Нью-Йорку (1862-1871 рр). Вважається засновником американської школи диптерологів.
- 1857-1860 — навколосвітнє плавання австрійського фрегата Новара[en], який відвідав Гібралтар, острів Мадейра, Ріо-де-Жанейро, Кейптаун, Цейлон, Мадрас, Нікобарські острови, Сінгапур, Батавію, Манілу, Гонконг, Шанхай, Сідней, Окленд, Таїті та інші. Диптерологичні збори обробив та опублікував Ignaz Rudolph Schiner[en] (Schiner, I. R. 1868. Diptera. In: Reise der österreichischen Fregatte Novara um die Erde in den Jahren 1857, 1858, 1859, unter den Befehlen des Commodore B. von Wüllerstorf-Urbair. Zoologischer Theil 2, I (B), Wien [= Vienna], vi+1-388 pp.)
- 1858 — Остен-Сакен Роберт Романович написав «Нарис сучасного стану пізнання ентомологічної фауни околиць Санкт-Петербурга» («Журнал Міністерства народної просвіти», 1858); ця робота поклала початок вивченню петербурзької диптерофауни. У цьому ж році він опублікував «Catalogue of the described Diptera of North America» (Вашингтон, 1858).
- 1859 — Мочульський Віктор Іванович опублікував список двокрилих Амурського краю (Catalogue des insectes rapportés des environs du fleuve Amour, dépuis la Schilka jusqu'à Nikolaevsk. Bulletin de la Société Naturaliste de Moscou 32:487-507).
- 1862 — Ваґнер Микола Петрович на прикладі двокрилих комах роду Miastor з сімейства галиць відкрив явище педогенеза — так званого дитячого розмноження (Мимовільне розмноження гусениць у комах, Казань, 1862), хоча сам термін був запропонований К. М. Бером (1865).
- 1865 — Бохеман Карл Хенрік опублікував перші дані з диптерофауни архіпелагу Шпіцберґен (Spetsbergens Insekt-Fauna. Öfversigt af Kongl. Vet. Akad. Förh. för âr 1865).
- 1865 — перша публікація з диптерофауни Кавказу: Hermann Loew, Ueber einige bei Kutais in Imeretien gefangene Dipteren. Berliner entomologische Zeitschrift. Bd. 9: 234-242.

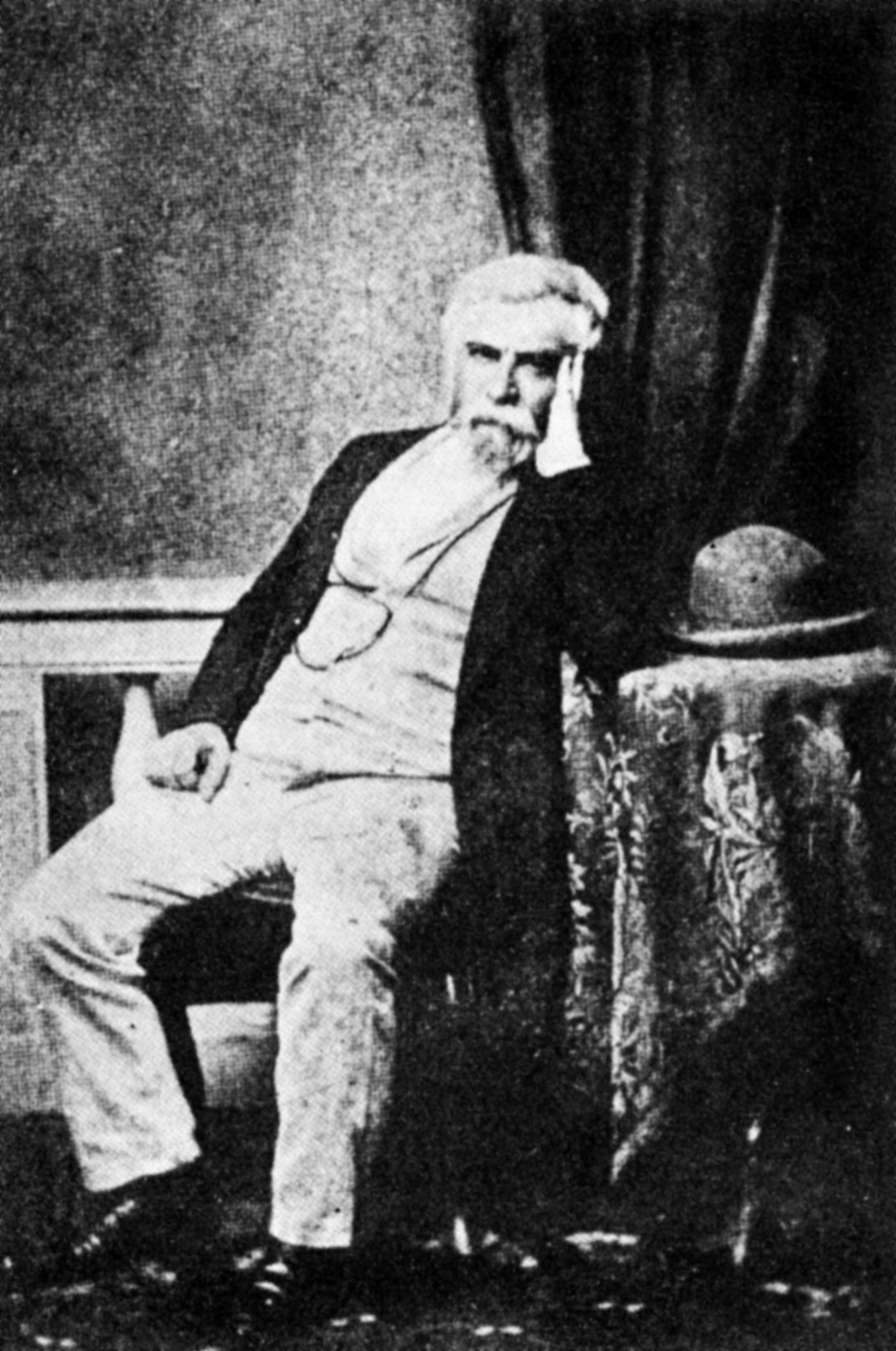
Віктор Іванович Мочульський

- 1866 — початок наукової діяльності австрійського диптеролога Josef Mik[en].
- 1868 — початок трирічної Туркестанської експедиції О. П. Федченко, який зібрав поміж іншого велику колекцію двокрилих комах (більшість яких зберігається у Зоологічному музеї Московського університету).
- 1870 — Порчинський Йосип Алоїзович (1848-1916), 1-й керівник Бюро з ентомології при Департаменті землеробства (1894), розпочав наукову діяльність. Його основний інтерес лежав в області вивчення біології двокрилих комах, що мають те чи інше практичне значення (синантропні мухи, комарі, оводи, муха Вольфарта, ґедзі і т.д.).
- 1870 — фінський ентомолог Johan Reinhold Sahlberg[en] зібрав велику колекцію двокрилих та інших комах під час експедиції по Іртишу і Обі. Результати опублікував Theodor Becker[en] (Beiträge zur dipteren-fauna Sibiriens. Acta Societatis Scientiarum Fennicae, 1900, 26(9): 1-66).
- 1871 — перша публікація з диптерофауни Середньої Азії: Hermann Loew, Туркестанські двокрилі. Звістки Імператорського товариства любителів природознавства, антропології та етнографії. М. Т. 9(1): 52-59. Результати обробки матеріалів Туркестанської експедиції О. П. Федченко.

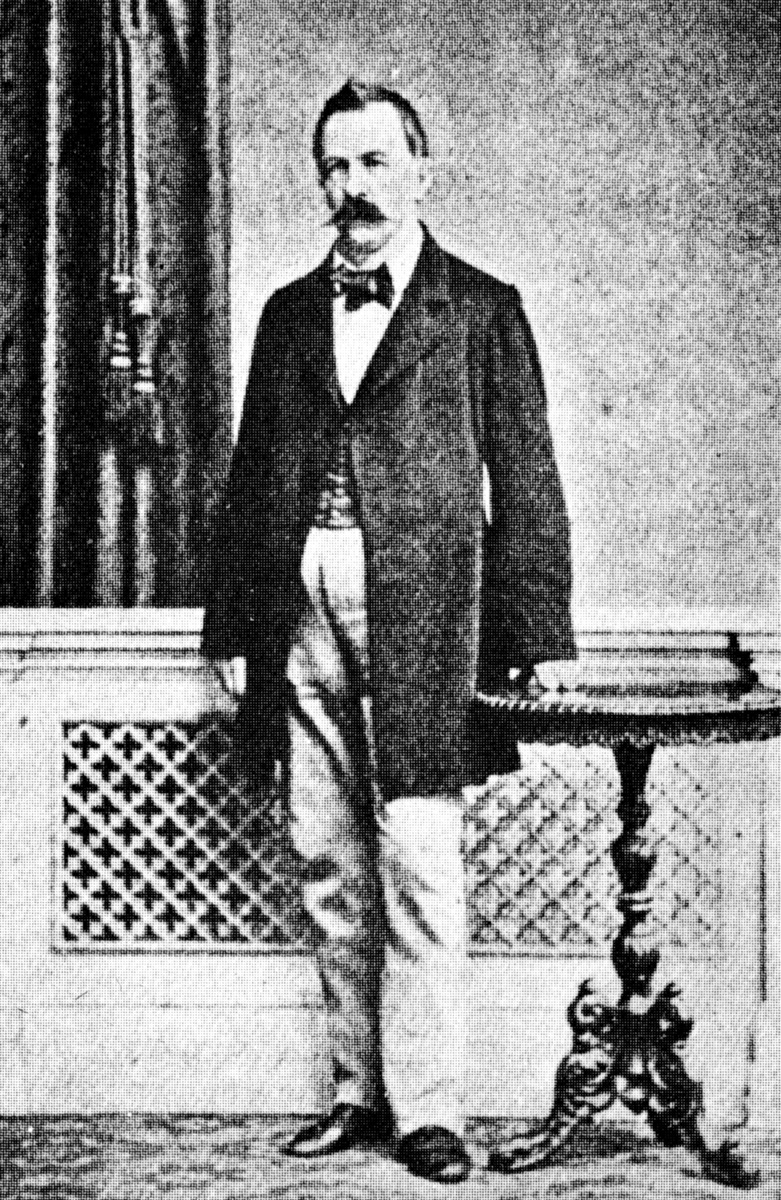
Фрідріх Герман Льов (Hermann Loew)

- 1876 — Ярошевський Василь Олексійович (нар. 1841 р.) почав публікацію серії робіт з диптерофауни Харківської губернії (Праці Харківського товариства випробувачів природи. 1876. - Т. 10: 1-49).
- 1880 — August Holmgren[en] опублікував перші дані з диптерофауни архіпелагу Нова Земля (Dipteren von Novaja-Semlja. Entomologisk Tidskrift v. Jakob Spångberg. Stockholm).
- 1881-1883 — Кьоппен Федір Петрович опублікував довідник Шкідливі комахи Росії, Т. 1-3 (СПб., 1881-1883), в т. ч. Т III. Спеціальна частина: II. Метелики, двокрилі та напівжорсткокрилі (СПб.: Типогр. Імпер. Акад. Наук, 1883р. VIII, 586 с.).
- 1883 — австрійський ентомолог Фрідріх Моріц Брауер опублікував наріжну роботу з личинок двокрилих Die Zweiflügler des Kaiserlichen Museums zu Wien. III. Systematische Studien auf Grundlage der Dipteren-Larven.
- 1894 — австрійський ентомолог Ferdinand Kowarz[en] опублікував каталог Catalogus insectorum faunae bohemicae. -II. Fliegen (Diptera).
- 1894 — паразитолог Патрік Менсон вперше припустив, що малярія може передаватися людині комарами. 1896 року кубинський лікар Карлос Фінлей, який лікував хворих жовтою лихоманкою у Гавані, висловив ту ж гіпотезу. Англієць сер Рональд Росс, який працював в Індії, показав 1898 року, що певні різновиди комарів передають малярію птахам, і виділив паразитів з слинних залоз комара. Джованні Батіста Ґрассі 1898 року вдалося здійснити експериментальне зараження людини малярією через укус комара (він ставив досліди на добровольцях, в тому числі і на собі). Він довів також, що тільки комарі роду Anopheles є переносниками малярії в Італії, розробив і впровадив заходи профілактики малярії.
- 1897 — народився Олександр Олександрович Штакельберг, засновник радянської школи диптерологів.
- 1897-1899 — Бельгійська антарктична експедиція на дослідному кораблі «Бельжика», яка зібрала перших наземних членистоногих Антарктиди, в тому числі Belgica antarctica — вид безкрилих комарів з родини Chironomidae[12], описаний 1900 року бельгійським ентомологом Яном-Карлом Якобсом[en] (Jean-Charles Jacobs, 1821-1907).

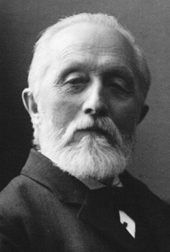
Теодор Беккер (Theodor Becker)

- 1898 — Pater Gabriel Strobl[en] статтею Fauna diptera Bosne, Hercegovine I Dalmacie. Glasn. Zemalj. Muz. Bosni Herceg. 10: 87-466, 562-616 почав серію робіт з першими даними з диптерофауни Балкан.
- 1898 — Зарудний Микола Олексійович зібрав велику колекцію двокрилих та інших комах під час двох експедицій до Персії (1898 і 1901). Результати опублікував Теодор Беккер[en] (Becker Th. & P. Stein 1913. Persische Dipteren von den Expeditionen des Herrn N. Zarudny 1898 und 1901. Щорічник Зоологічного музею Імператорської академії наук, 17(3-4): 503-654).
- 1899 — Радде Густав Іванович опублікував огляд диптерофауни Кавказу в книзі Колекції кавказького музею. I. Зоологія / Р. В. Радде. — Тифліс, 1899. — 529 с.
- 1900-1902 — Зоологічна експедиція на озеро Байкал, вчинена під керівництвом проф. А. А. Коротнева. Диптерологичні збори обробив Теодор Беккер[en] (Becker T. & J. Schnabl. Dipteren von W. W. Sowinsky an den Ufern der Baikal-Sees im Jahre 1902 gesammelt. Entomol. Mitt. 1926. 15: 33-46).
- 1900-1903 — Полярна експедиція на шхуні «Зоря» під керівництвом барона Е. В. Толля. Диптерологичні збори обробив фінський диптеролог Richard Karl Hjalmar Frey[en] (Наукові результати Російської Полярної Експедиції 1900-1903 рр.., під керівництвом барона Е. В. Толля. Зах. Академії наук, С.-Петербург. 1915. Т. 2(10): 1-35).

### XX століття (перша половина)
- 1901 — американський генетик Томас Гант Морґан (Thomas Hunt Morgan) почав генетичні дослідження дрозофіл (Drosophila melanogaster) у Колумбійському університеті (The Fly Room at Columbia University).
- 1902 — індійський лікар і ентомолог шотландського походження Рональд Росс (Ronald Ross, 1857-1932) отримав Нобелівську премію за відкриття ролі малярійного комара як переносника малярії.
- 1903 — англійський мікробіолог Девід Брюс встановив, що переносниками сонної хdороби є мухи цеце.
- 1903 — у Будапешті опублікована 1-я частина палеарктичного каталогу двокрилих: Кальман Кертес, Mario Bezzi, Paul Stein[en], Theodor Becker[en], Katalog der Paläarktischen dipteren.
- 1904 — академік Павловський Євген Никанорович почав свою наукову діяльність. Серед 600 наукових і науково-популярних робіт — Методи вивчення кровосисних комарів (Culicidae) (М.-Л., АН СРСР, 1935); Гнус (кровоссальні двокрилі), його значення та заходи боротьби (Л., 1951).
- 1907 — початок публікації серії монографій William Lundbeck[en], Diptera Danica. Genera and species of flies Hitherto found in Denmark.
- 1909 — московськими промисловцями братами Н. і Р. Кузнєцовими була організована експедиція на Полярний Урал. У серії праць Наукові результати експедиції братів Кузнєцових на Полярний Урал у 1909 р. під керівництвом О. О. Баклунда, опублікованих у Записках Імператорської Академії наук фізико-математичного відділення (1915), Теодор Беккер[en] навів список зібраних видів двокрилих комах.
- 1909 — англійська диптеролог George Henry Verrall[en] опублікував книгу Stratiomyidae and succeeding families of the Diptera Brachycera of Great Britain.
- 1919 — початок наукової діяльності О. О. Штакельберга, засновника радянської школи диптерологів. Зібрані ним двокрилі зберігаються в колекції Зоологічного інституту РАН.
- 1920 — англійський диптеролог Enrico Adelelmo Brunetti[en] опублікував монографію The Fauna of British India, Including Ceylon and Burma[en]. Diptera 1. Brachycera.
- 1920 — у Москві організовано Тропічний інститут, пізніше – Інститут малярії, паразитології та гельмінтології (нині — Інститут медичної паразитології і тропічної медицини ім. Е.В. Марциновського у складі Першого МДМУ).
- 1922-1924 — початок організації у СРСР мережі протималярійних станцій, пунктів і загонів.  [Архівовано 17 травня 2019 у Wayback Machine.]
- 1924 — Eugène Séguy[en] почав публікувати монографію Diptera: recueil d'etudes biologiques et systematiques sur les Dipteres du Globe. 11 vols. Text figs. Part of Encyclopedie Entomologique, Serie B II: Diptera. 1924-1953.
- 1925 — Erwin Lindner[de] (Німеччина) почав видавати серію монографій Die Fliegen der Paläarktischen Region, в яких інтернаціональний колектив авторів обробив повністю або частково понад 100 сімейств двокрилих.
- 1926 — О. О. Штакельберг опублікував 1-й російською мовою визначник двокрилих всіх сімейств Наші мухи. Короткий екскурсійний визначник найбільш звичайних видів мух північної і середньої смуги європейської частини СРСР (Екскурсійна бібліотека. Під заг. ред. Д. М. Ангерта і Б. Є. Райкова. М.-Л. ГІЗ. 1926. 152 с.).
- 1933 — О. О. Штакельберг опублікував Визначник мух європейської частини СРСР (в серії Визначники по фауні СРСР, що видаються Зоологічним інститутом. 1933. Т. 7. 742 с.).
- 1934 — шведський ентомолог Рене Малез (René Malaise[en], 1892-1978) винайшов новий тип пастки для комах (Пастка Малеза), найбільш поширену серед диптерологів.

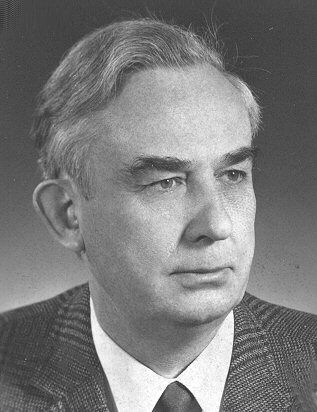
Віллі Хенніґ

- 1948-1952 — німецький диптеролог Віллі Хенніґ (нім. Willi Hennig), опублікував монографію Die Larvenformen der Dipteren, 3 vols., Berlin: Akademie-Verlag, 1948-1952. Свій досвід диптеролога він використовував у роботах 1950-1960-х років, які заклали основу кладистичного аналізу.
- 1950 — Eugène Séguy опублікував монографію La Biologie des Dipteres 1950. 609 pp. 7 col + 3 b/w plates, 225 text figs.

### XX століття (друга половина)
- 1955 — початок Всесвітньої програми боротьби з малярією.
- 1960 — 19 серпня на другому космічному кораблі-супутнику «Супутник-5» серед декількох видів організмів, обраних об'єктами першочергових генетичних досліджень, вперше перебували мухи-дрозофіли двох ліній. [Архівовано 16 лютого 2017 у Wayback Machine.]
- 1962 — опублікований черговий том фундаментального довідника «Основи палеонтології. Членистоногі — трахейні і хеліцерові». У ньому описано велику кількість таксонів двокрилих комах. Родендорф Борис Борисович обґрунтував систему надродини двокрилих комах.

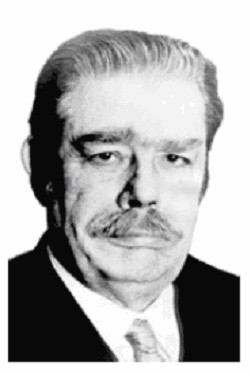
Борис Борисович Родендорф

- 1965 — опубліковано каталог: Stone A. et al. (eds.): A Catalog of the Diptera of America North of Mexico. United States Department of the Agriculture, Agricultural Handbook 276.
- 1965 — Шаблон:НпHarold Oldroyd опублікував монографію The Natural History of Flies. New York: W. W. Norton. 1965.
- 1967 — вийшов 1-й номер журналу CHIRONOMUS (Newsletter on Chironomidae Research)
- 1969—1970 — опубліковано 5-й том видання «Визначник комах Європейської частини СРСР», присвячений Diptera.
- 1970 — опубліковано каталог: Papavero N. (ed.): A Catalogue of the Diptera of the Americas south of the United States 40; São Paulo: Secretaria da Agricultura.
- 1972 — Griffiths, G.C.D. опублікував монографію The phylogenetic classification of Diptera Cyclorrhapha, withspecial reference to the structure of the male postabdomen. Ser. Ent. 8, 340 pp. [Dr. W. Junk, N. V., The Hague] (1972).
- 1975 — опубліковано каталог: Delfinado M.D. & Hardy, D.E. (eds.): A Catalog of the Diptera of the Oriental Region I-II; Honolulu: Univ. Haw. Press.
- 1976 — Перший всесоюзний (нині всеросійські) диптерологічний симпозіум (6—8 квітня 1976 р., Ленінград).
- 1978 — вийшов 1-й том журналу Tsetse and Trypanosomiasis Information (Bulletin d’information sur les glossines et les trypanosomes)  [Архівовано 21 лютого 2009 у Wayback Machine.].
- 1979 — вийшов 1-й том триваючого видання MYIA. The International Journal of the North American Dipterists' Society (США).
- 1979 — вийшов 1-й номер журналу British Simuliid Group Bulletin (від 1979 до 1987 рр. — British Simuliid Group Newsletter).  [Архівовано 5 березня 2016 у Wayback Machine.]
- 1980 — опубліковано каталог: Crosskey, R.W. (ed.): Catalogue of the Diptera of the Afrotropical Region; London: Brit. Mus. (Nat. Hist.).
- 1981 — опубліковано 1-й том: McAlpine J.F. et al. (eds). 1981. A Manual of the Nearctic Diptera, Vol. 1, Biosystematics Research Institute Monogr. 27, Ottawa, – 674 p.
- 1984 — початок виходу «Каталога палеарктичних двокрилих комах» (Árpád Soós and Lazlo Papp. — Catalogue of Palaearctic Diptera. 1984—1992).
- 1985 — вийшов 1-й том журналу Dipteron (Польща) .
- 1986 — проведений 1-й Міжнародний конгрес диптерології, 1st International Congress of Dipterology — 17—24 серпня 1986, Угорщина (Budapest, Hungary). [Архівовано 29 березня 2009 у Wayback Machine.]
- 1986 — вийшов 1-й номер журналу Empid and Dolichopodid Study Group Newsheet (Англія).
- 1988 — засновано Товариство шотландських диптерологів The Malloch Society. Свою назву суспільство отримало на честь John Russell Malloch[en] (1875—1963), найбільшого шотландського фахівця з двокрилих комах..
- 1988 — вийшов 1-й номер журналу Fly Times (США)  [Архівовано 22 листопада 2016 у Wayback Machine.], 1-й номер журнала The Tachinid Times (Канада)  і 1-й том журналу Dipterists Digest (Лондон)  [Архівовано 25 червня 2017 у Wayback Machine.]
- 1990 — заснований Міжнародний журнал диптерології (An International Journal of Dipterological Research; Рига — Санкт-Петербург). У ньому англійською мовою публікуються статті і огляди з систематики, філогенії, морфології, фізіології і екології двокрилих комах.
- 1993 — засноване Британське товариство диптерологів (Dipterists Forum[en] — The Society for the study of flies)  [Архівовано 19 вересня 2010 у Wayback Machine.]
- 1994 — американський ентомолог Ніл Евенхус (англ. Neal L. Evenhuis; Bishop Museum, Гонолулу, Гаваї) опублікував Catalogue of the Fossil Flies of the world (Insecta: Diptera). — Leiden: Backhuys Publ.: 600 pp. —
- 1994 — вийшов 1-й том журналу Studia Dipterologica (Німеччина)  [Архівовано 18 лютого 2009 у Wayback Machine.]
- 1995 — створений 1-й (у диптерології) професійний інтернет-сайт (обмеженого доступу) з родини Chironomidae.
- 1995 — вийшов 1-й том журналу Volucella (Німеччина) .
- 1996 — американський ентомолог Ніл Евенхус (англ. Neal L. Evenhuis; Bishop Museum, Гонолулу, Гаваї) опублікував Catalogue of the Diptera of the Australasien and Oceanian Regions. —
- 1996 — В Японії засновано спеціалізовану «Клуб диптерологів Японії» (Dipterist’s Club of Japan), що включає більше 100 членів  [Архівовано 14 лютого 2004 у Wayback Machine.].
- 1998—2000 — друкувався журнал Dipteron (Кіль, Німеччина)
- 1999 — опублікована 1-я частина 4-го тому видання Визначник комах Далекого Сходу СРСР, присвяченого Diptera
- 1999 — створені перші (в диптерології) професійні інтернет-сайти з родин Asilidae, Ceratopogonidae, Dolichopodidae.
- 2000 — французький диптеролог Loïc Matile[en] опублікував монографію Diptères d’Europe Occidentale Tomes 1 and 2 Atlas d’Entomologie. Editions N. Boubée. Paris.
- 2000 — опублікований 1-й том монографії: Papp L. & Darvas B. (eds.). Contributions to a manual of Palaearctic Diptera, 1.

### XXI століття
- 2001 — проведено перший симпозіум I International Symposium [as Workshop] on the Syrphidae (Штуттгарт, 2001).
- 2004 — Paul Beuk (Голландія) заснував інтернет-сайт Diptera.info для любителів двокрилих з усіх континентів.  [Архівовано 27 березня 2009 у Wayback Machine.]
- 2006 — Andy Lehrer (Ізраїль, 1930-2014) почав видавати журнал одного автора" Fragmenta Dipterologica [Архівовано 24 листопада 2016 у Wayback Machine.]. До кінця 2013 року вийшов 41 номер  [Архівовано 27 липня 2020 у Wayback Machine.].
- 2007 — опублікований 1-й номер журналу Fly, присвяченого всім аспектам вивчення Drosophila (2007 —) (Taylor & Francis)  [Архівовано 14 квітня 2021 у Wayback Machine.]
- 2009 — опублікований 1-й том: Brown B. V., Borkent A., Cumming J. M., Wood D. M., Woodley N. E. & Zumbado M. A. (eds), Manual of Central American Diptera. Volume 1. Ottawa: NRC Research Press.
- 2012 — вийшла монографія Flies: The Natural History and Diversity of Diptera by Stephen A Marshall. Firefly Books, Ontario, 2012. pp. 616. ISBN 978-1-77085-100-9  [Архівовано 3 січня 2018 у Wayback Machine.].
- 2014 — перший номер журналу International Journal of Mosquito Research (New Delhi, India). [Архівовано 14 березня 2022 у Wayback Machine.]